# 约瑟夫·狄慈根
约瑟夫·狄慈根（Joseph Dietzgen，1828年—1888年），德国社会主义著作家和哲学家，同时是一名制革工人。曾经侨居在美国和俄国。他十分积极地参加工人运动，通过自学所得出的结论与马克思、恩格斯的辩证唯物主义非常相近。
主要著作有《一个社会主义者在认识论领域中的漫游》、《哲学的成就》等。马克思、恩格斯对其有很高的评价。他的思想对马克思、列宁和安东尼·潘涅库克有一定影响。